# Deer Valley
Deer Valley és una estació d'esquí situada a la muntanya Wasatch Range de la ciutat de Park City (Utah, Estats Units). És una de les estacions més famoses dels Estats Units i fou seu dels Jocs Olímpics d'Hivern de 2002.

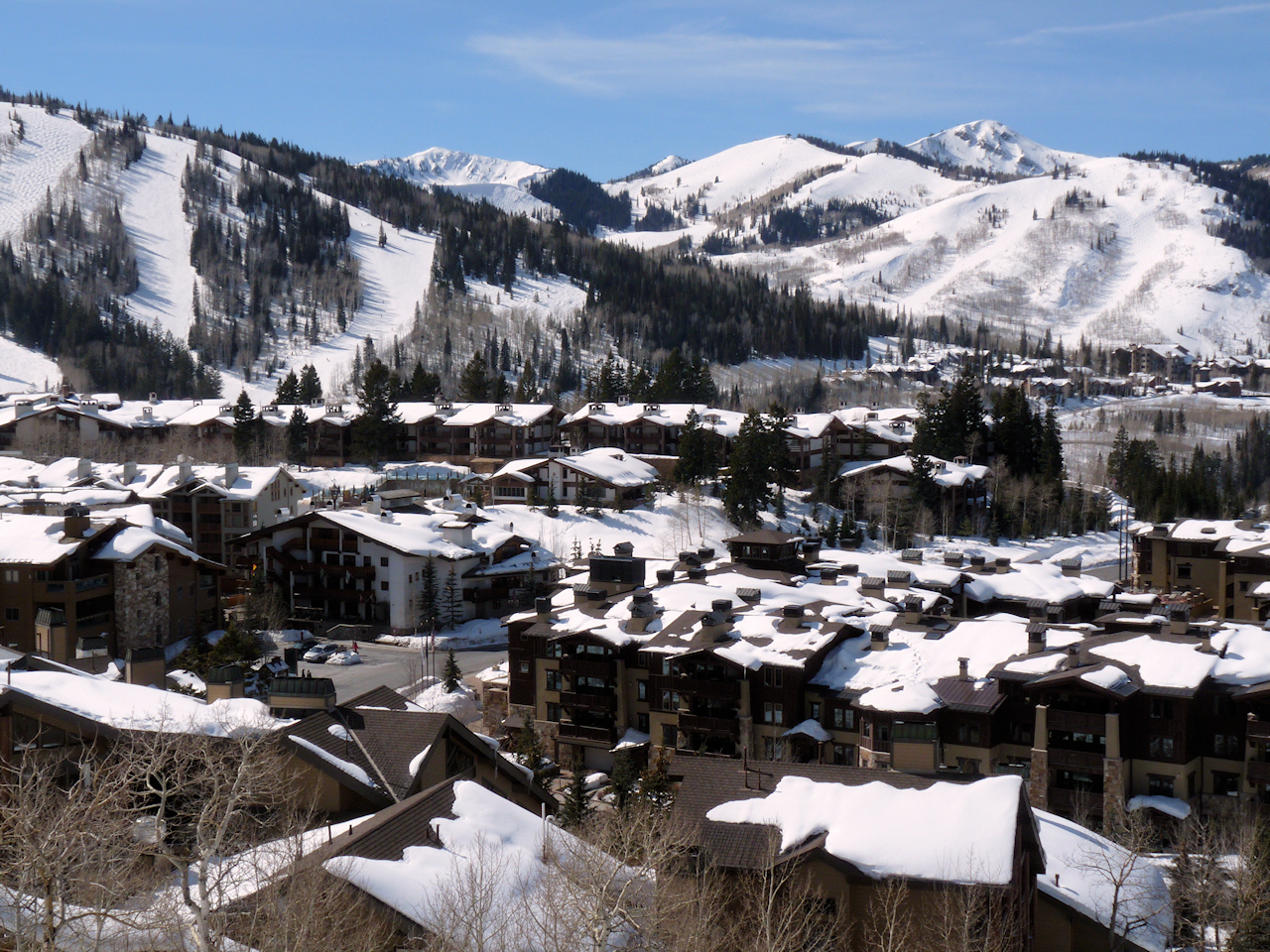
Imatge de Deer Valley.

La pràctica de l'esquí alpí s'inicià en aquesta zona a la dècada del 1930, construint-se l'estació d'esquí entre el 1936 i 1937. El 1946 s'instal·laren els primers remuntadors. L'estació actual data del 1981 i en ella només es pot practicar l'esquí alpí, destacant particularment la prohibició de la pràctica del surf de neu. El 2002 fou subseu dels Jocs Olímpics d'Hivern de 2002 realitzats a Salt Lake City, allotjant les competicions d'esquí acrobàtic i d'esquí alpí (proves d'eslàlom).